# Gabino Puche
Gabino Puche Rodríguez-Acosta (Baeza, 1 de abril de 1949) es un político español. Actualmente es senador en las Cortes Generales. Fue presidente del Partido Popular Andaluz entre 1987 y 1993.

## Biografía

### Vida
Nacido en Baeza, su infancia transcurrió en Jaén. Es licenciado en ciencias económicas y empresariales por la Universidad de Jaén. Estuvo casado con Ana García hasta su fallecimiento en 2014, y tiene dos hijas. Fue funcionario del Cuerpo de Intervención y Contabilidad de la Seguridad Social.

### Trayectoria política
Tras el fallecimiento de Franco, se afilió a Alianza Popular. Tras la marcha de Hernández Mancha a la política nacional, se convirtió en el presidente del partido a nivel autonómico.
En 1986 fue el candidato popular a la presidencia de la Junta de Andalucía. Aunque no lo consiguió, siguió siendo diputado, e incluso, volvió a presentarse a la presidencia de la Junta de Andalucía en 1990. En 1993 dejó su escaño en el parlamento para convertirse en diputado nacional por Jaén. En 2011 cedió el puesto número uno de la lista a Elvira Rodríguez. En 2015 dejó el Congreso y marchó al Senado.
Tras dar su apoyo al candidato Juan Diego Requena en el Congreso Provincial del PP jiennense, donde se cometieron ciertas irregularidades para evitar la victoria del candidato favorito de los afiliados, Miguel Moreno Lorente, apenas se le ha visto en actos políticos.

## Cargos desempeñados
- Presidente de AP de Andalucía (1987-1989)
- Presidente del PP-A (1989-1993)
- Líder de la oposición de Andalucía (1987-1993)[11]
- Diputado en el Parlamento de Andalucía por Jaén (1982-1993)
- Senador en Cortes Generales por designación del Parlamento de Andalucía (1986-1993)
- Diputado en el Congreso por Jaén (1993-2015)
- Senador en Cortes Generales por Jaén (2016-2019)